# Robert Desmond Meikle
Robert Desmond Meikle (* 18. Mai 1923 in Newtownards, County Down, Nordirland; † 8. Februar 2021) war ein britischer Botaniker. Sein offizielles botanisches Autorenkürzel lautete „Meikle“.

## Leben und Wirken
Meikle arbeitete an den Royal Botanic Gardens, Kew. Seine zweibändige Flora of Cyprus (1977 und 1985) ist ein bedeutendes Werk über die etwa 1750 auf Zypern lebenden Pflanzenarten. Meikle war Herausgeber des Draft index of author abbreviations compiled at the Herbarium, Royal Botanic Gardens, Kew (1980).

## Schriften
- Flora of Cyprus. Bentham-Moxon Trust, Kew
  - Band 1, 1977, ISBN 0-9504876-3-5.
  - Band 2, 1985, ISBN 0-9504876-4-3